# Виллем II де ла Марк
Виллем II де ла Марк (нидерл. Willem II van der Marck, фр. Guillaume II de La Marck); 1542 Люммен — 1 мая 1578 Льежское епископство) — один из лидеров нидерландского освободительного движения, адмирал, командовавший силами морских гёзов. По его инициативе 1 апреля 1572 года повстанцы взяли город Брилле, что повлекло за собой возобновление борьбы Нидерландов за независимость от Испании.

## Биография

### Происхождение
Виллем де ла Марк был вторым сыном и наследником Яна II де ла Марка (1500—1552), сеньора Люммена и Серена, и Маргареты ван Вассенар (ум. 1557). Он принадлежал к одному из самых влиятельных семейств епископства Льежского. Его прадедом был знаменитый Гийом I де Ламарк по прозвищу Арденнский Вепрь; дядей — «большой гёз» Хендрик Бредероде. Кроме того, де ла Марк состоял в родстве с графом Эгмонтом.

### Деятельность
В 1566 году де ла Марк наряду со многими другими льежскими аристократами поставил свою подпись под «Компромиссом дворян» — документом, в котором знать Нидерландов требовала от испанской короны прекратить преследования кальвинистов и созвать Генеральные штаты для урегулирования религиозных вопросов. Эти требования выполнены не были; тогда де ла Марк поддержал Бредероде в его попытке поднять восстание, а после поражения бежал в Германию (1567).
Уже в следующем году де ла Марк вернулся в Нидерланды в составе армии, собранной ещё одним оппозиционным аристократом — Вильгельмом I Оранским. Получив от последнего каперское разрешение, он возглавил вместе с адмиралом Виллемом Блойсом ван Треслонгом «морских гёзов» — радикалов, начавших вооружённую борьбу против испанцев на море. Часть захваченных ценностей он пересылал принцу Оранскому, помогая таким образом в финансировании его дипломатической и мобилизационной деятельности.

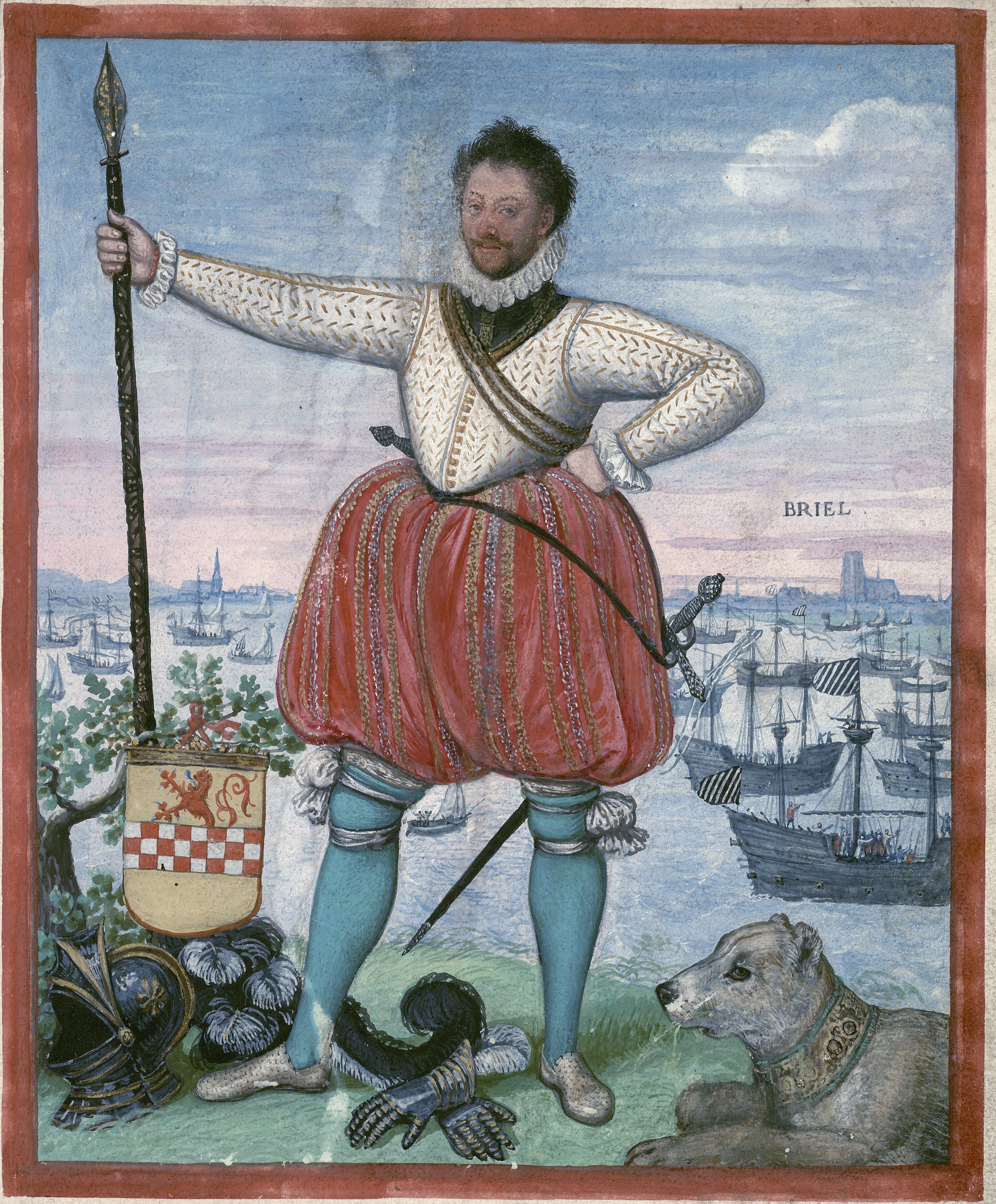
Виллем II де ла Марк — командир гёзов, который захватил города Брилле, 1572 год

Базировались гёзы в английских портах: королева Елизавета I, не решаясь на открытые действия против испанской короны, тайно поддерживала врагов последней. Но в марте 1572 года она отказала гёзам и в такой поддержке. Эскадра из 22 судов под командованием де ла Марка была вынуждена покинуть гавань Дувра, причём даже не успев запастись всем необходимым для плавания. Было принято решение о высадке в Энкхёйзенее ради добычи провианта, но встречный ветер заставил де ла Марка повернуть корабли на юг, и 1 апреля флот оказался в прибрежных водах Брилле. Защитники города при виде эскадры бежали, так что гёзы заняли Брилле без боя. Его жителям была дарована свобода, десятипроцентный налог был отменён, разграблению подверглись только католические церкви.
Именно это ключевое событие стало сигналом для Вильгельма I Оранского предпринять еще одну попытку сражения с регулярной армией испанцев, возглавив наёмные войска. Помощник де ла Марка, голландский граф Биллем фан Блуа фан Трелонг настоял на том, чтобы не сниматься с якоря, а оставаться в этом городе и тем самым организовать бастион для борьбы с силами герцога Фернандо Альбы.
Гюйслен де Файен, который был назначен адмиралом «морских гёзов» 10 августа 1570 года, от имени принца Оранского наградил де ла Марка за проявленные успехи титулом вице-адмирала. Более того, принц Оранский 20 июня 1572 года произвёл его в ранг правителя графства Голландии, титул совершенно номинальный, поскольку эти территории еще не находились под властью повстанцев. Продолжая заниматься каперством, де ла Марк зарабатывал деньги для жалования матросам своего флота, а также для принца Оранского, поскольку последний занимался наймом новых сил для продолжения борьбы с испанской армией. В это время преданность де ла Марка голландской освободительной революции и конкретно принцу Оранскому не вызывала сомнения и находила подтверждение в таких ситуациях, как сражение под личным знаменем принца Оранского.
Де ла Марк был фанатичным сторонником кальвинистского учения. Со временем это привело к тому, что напряжённость в отношениях между ним и принцем Оранским стала возрастать, поскольку последний не был приверженцем одной веры и успел побывать католиком, затем протестантом и под конец жизни — кальвинистом. Около 1573 года они окончательно рассорились и де ла Марк был арестован, лишён звания вице-адмирала, а на его место был назначен Баувен Эваутсен Ворст. Главной причиной этому послужили обвинения командира гёзов и его войска в мародерстве, погромах католиков, а также неспособности освободить стратегически важный город Амстердам от испанцев. По другим данным, де ла Марк захватил в плен и длительное время пытал семидесятидвухлетнего священника, близкого друга принца Оранского. В тюрьме командир гёзов просидел до 1574 года, после чего покинул графство Голландия и отправился в Льеж.

### Смерть
В 1578 году де ла Марк принимал участие в битве при Жамблу. Сражение окончилось полным разгромом повстанцев. После этого он вернулся к себе на родину, в Льежское епископство, где 1 мая 1578 года умер в семейной резиденции Мон-Сен-Мартен. Существуют две кардинально разных версии относительно причины смерти. Согласно первой из них, он умер от укуса бешеной собаки, а вторая утверждает об отравлении.